# Джуркуца-де-Сус
Джуркуца-де-Сус (рум. Giurcuța de Sus) — село у повіті Клуж в Румунії. Входить до складу комуни Беліш.
Село розташоване на відстані 348 км на північний захід від Бухареста, 53 км на захід від Клуж-Напоки.

## Населення
За даними перепису населення 2002 року у селі проживала 171 особа, усі — румуни. Усі жителі села рідною мовою назвали румунську.